# Hlagyvik Gábor
Hlagyvik Gábor (Győr, 1957. január 23. –) labdarúgó, hátvéd.

## Pályafutása
A Rába ETO nevelése. 1977 nyarán igazolt a Bábolnai SE-hez, ahol az NB II-ben és az NB III-ban szerepelt. 1981-ben igazolt vissza Győrbe. Itt mutatkozott az élvonalban 1981. február 28-án a Zalaegerszegi TE ellen, ahol csapata 1–0-ra győzött. 1981 és 1989 között 230 bajnoki mérkőzésen szerepelt győri színekben és hat gólt szerzett. Két-két alkalommal bajnok és ezüstérmes, egyszer bronzérmes lett a csapattal. Utolsó mérkőzésen a Videotonnal 1–1-es döntetlent játszott csapata. Ezután egy szezont az osztrák Zurndorfban szerepelt. 1991-ben rövid ideig ismét Bábolnán szerepelt.

## Sikerei, díjai
- Magyar bajnokság
  - bajnok: 1981–82, 1982–83
  - 2.: 1983–84, 1984–85
  - 3.: 1985–86
- Magyar kupa (MNK)
  - döntős: 1984